# Martin van Bruinessen
Martin van Bruinessen, né le 10 juillet 1946 à Schoonhoven, est un essayiste et anthropologue néerlandais spécialiste de l'islam.